# Centralpalatset (Stockholm)
 For alternative betydninger, se Centralpalatset. (Se også artikler, som begynder med Centralpalatset)
Centralpalatset er en bygning i bydelen Norrmalm i det centrale Stockholm. Bygningen fylder hele kvarteret Röda bodarna, og opførtes i årene 1896–98 efter et projekt af arkitekt Ernst Stenhammar; tagetagen ombygget og tilbygninger foretaget i årene 1929–31 efter et projekt af arkitekt Sven Markelius. På dette sted fandtes tidligere Keyserska huset. Indtil 2022 var Centralpalatset domicil for Sveriges miljøministerium.
Centralpalatset var det første moderne erhvervs- og kontorbyggeri i Stockholm med sin rammekonstruktion i facaden efter amerikansk forbillede.
I starten af 1800-tallet, udvikledes i Europa brugen af jernkonstruktioner i konstruktionssammenhænge, hvilket førte til den for den tid ganske innovative arkitektur, der egner sig til højhuse. En væsentlig forudsætning var, at husene var bygget op omkring et skelet af horisontale og vertikale stålbjælker, som nittedes eller svejsedes sammen, hvilket også kom til udtryk i facadens udformning. En meget anvendt teknologi i USA. I Sverige blev Centralpalatset ét af de første eksempler på bygninger bygget med denne teknologi.
Bygningens facade med søjler er dækket med Vätögranit i stueetagen og engelsk sandsten i almindelighed. Relieffer og friskulpturer i facaden viser billeder fra arbejdslivet. Omkring huset løber altaner med gelændere i sortmalet smedejern. Bygningens blødt afrundede hjørner har enkle ornamenter med blomstermotiver i Jugendstil, og selv gadeskilte er designet i legende jugend. Det er først på grundplanen man opdager, at Centralpalatsets fire facader er af forskellige længder. På bygningens plan fra 1897 er en gennemgang fra Tegelbacken til Rödbodtorget mærkbar, og i husets indre indrettedes to trappehuse, hver med to elevatorer samt fire lysskakte. De elevatorer, der blev installeret havde også fungeret som minaret-elevatorer på Stockholmsudstillingen 1897.
I årene 1929–31 blev yderligere to etager tilbygget efter et projekt af arkitekt Sven Markelius. Denne tilbygning med sine to de-eskalerende taglejligheder passer med sin funktionalistisme godt til kontorbygningens karakter. Statens Fastighetsverk afsluttede i november 2006 et øko-venligt renoveringsprojekt af Centralpalatset.